# Кюменлааксо
Кюменлаа́ксо — провінція на південному сході Фінляндії.

## Географія
На півдні омивається Фінською затокою, на південному сході — державний кордон з Російською Федерацією (Ленінградська область), на північному сході з областю Південна Карелія, на півночі — з Південна Савонія, на північному заході — з Пяйят-Гяме, на південному заході — з Уусімаа.

## Муніципалітети
Кюменлааксо складається з 7 громад:
1. Район Коувола
  1. Ійтті
  2. Коувола
2. Район Котка-Хаміна
  1. Гаміна
  2. Котка
  3. Міегіккяля
  4. Пюхтяа
  5. Віролахті